# 小宮悦子 (陸上選手)
小宮 悦子（こみや えつこ、1919年10月27日 - 2014年10月7日）は、日本の短距離走選手。1936年ベルリンオリンピックに女子100メートル競走で出場した。

## 生涯
福岡県八幡高等女学校（現在の福岡県立八幡中央高等学校）在学中、1936年ベルリンオリンピックに出場。女子100m走に出場したが、予選突破はならなかった。
1937年、日本陸上競技選手権大会の女子100m走で優勝（12秒4）。
後に福岡県大牟田市で中学校の体育教師になった。